# Natalia Ișcenko
Natalia Ișcenko (n. 8 aprilie 1986, Smolensk, RSFS Rusă, URSS) este o sportivă ce a reprezentat Rusia, medaliată olimpică. A participat la 3 ediții ale Jocurilor Olimpice (2008, 2012, 2016) în care a câștigat 5 medalii de aur.